# Sarobela biplagiata
Sarobela biplagiata là một loài bướm đêm trong họ Erebidae.